# 加勒穆杜格

索马里加勒穆杜格州旧州旗（2013-2016）

5°30′07″N 46°22′46″E / 5.50194°N 46.37944°E
索马里加勒穆杜格州，通称加勒穆杜格，是索马里的联邦成员州之一，位于索馬里中部。“加勒穆杜格”一词来源于加勒古杜德州和穆杜格州，该政权控制这两州的部分地区。

## 旗帜

加勒穆杜格的标志版本之一(2006年8月14日至2009年2月3日)
加勒穆杜格在2006年至2009年间也使用了索马里国旗。
加勒穆杜格国旗 (2009年2月3日[2] – 8 July 2010)
加勒穆杜格旗帜 (2010年7月8日至2015年6月17日)

## 簡介
加勒穆杜格是索馬里中部的一個政治实体，现为索馬里的联邦成员州，首府为杜萨马雷卜，旧首都府為加勒卡約南部的一小部分，故名南加勒卡約。

## 地理
加勒穆杜格東濒印度洋，西与埃塞俄比亞接壤，南部為希尔谢贝利，北部為邦特蘭。

## 歷史
索馬里的“摩加迪沙軍閥”常在中部穆杜格州發展勢力，並在摩加迪沙做生意。後來摩加迪沙被伊斯蘭法庭聯盟控制，軍閥便來到中部，仿照邦特兰成立了一個自治政府。 在2007年，此政府統一了中部地區，但只持續了短暫的一段時間。後來這個地區大部份又歸於軍閥混戰。

## 行政區劃
- 加勒古杜德州
- 穆杜格州
- 加勒卡約
- 杜薩馬雷卜

## 重建計劃
加勒穆杜格儘管資源有限，但當局已計劃新建8所學校。國家也提出了一個大膽的計劃，爭取資金把霍比奧建設成一個現代化的港口，這可以使索馬里和埃塞俄比亞等國貨物流轉更加便捷，及一條雙車道道路將經過霍比奧，以提高商業和運輸便捷度，緩解埃塞俄比亞與該政府的敵對態勢及民眾的貧困現狀。

## 外部連結
- 加勒穆杜格政府网站